# Bocas
Bocas är en ort i Mexiko.   Den ligger i kommunen San Miguel de Allende och delstaten Guanajuato, i den centrala delen av landet, 220 km nordväst om huvudstaden Mexico City. Bocas ligger 2 085 meter över havet och antalet invånare är 262.
Terrängen runt Bocas är kuperad söderut, men norrut är den platt. Runt Bocas är det tätbefolkat, med 343 invånare per kvadratkilometer. Närmaste större samhälle är San Miguel de Allende, 13,5 km väster om Bocas. Trakten runt Bocas består till största delen av jordbruksmark.